# Jorge Moreno San Vidal
Jorge Moreno San Vidal (Tres Cantos, 25 de julio de 2001) es un futbolista español que juega como defensa. Desde 2025 milita en el Cádiz C. F. de la Segunda División de España.

## Trayectoria
Jorge Moreno nació en Tres Cantos, Comunidad de Madrid, y comenzó su carrera futbolística en las categorías inferiores del Rayo Vallecano. En la temporada 2019-20, debutó con el Rayo Vallecano B en la Tercera División, mostrando un rendimiento destacado que le permitió consolidarse como una promesa defensiva en la cantera del equipo madrileño.  
En la temporada 2021-22, fue cedido a la Cultural y Deportiva Leonesa, equipo de la Primera Federación, con el objetivo de adquirir experiencia competitiva en una categoría superior. Durante su estancia en el equipo leonés, Moreno jugó 32 partidos y anotó tres goles, destacando por su capacidad de adaptación en la defensa y su versatilidad.  
El 7 de julio de 2022, se unió en calidad de cedido al Córdoba C. F., también en la Primera Federación, para la temporada 2022-23. Esta cesión le permitió seguir desarrollando sus habilidades defensivas en un entorno competitivo. Con el Córdoba, Moreno sumó 30 partidos oficiales en los que demostró un rendimiento constante y comprometido.  
El 1 de septiembre de 2023, firmó con el Club Atlético Osasuna B, filial del Club Atlético Osasuna, para competir en la Primera Federación durante dos temporadas. Esta nueva etapa en su carrera buscaba consolidar su perfil como defensa central en un equipo de alto nivel.
El 11 de mayo de 2024, tras destacar en el filial, debutó con el primer equipo del Club Atlético Osasuna en un partido de Primera División frente al Athletic Club de Bilbao, donde mostró solidez defensiva y buen posicionamiento en el campo, lo que le valió buenas críticas y la posibilidad de seguir sumando minutos en la élite del fútbol español.[cita requerida]
Posteriormente, el 24 de julio de 2024, se incorporó cedido al F. C. Cartagena en la Segunda División. Jugó 26 partidos en esta categoría y el 7 de agosto de 2025 se unió al Cádiz C. F. con un contrato por tres años.

## Clubes
| Club                      | País   | Año       | Liga    | Partidos | Goles |
| ------------------------- | ------ | --------- | ------- | -------- | ----- |
| Rayo Vallecano B          | España | 2019-2023 | 3.ª     | 42       | 7     |
| Cultural Leonesa (cesión) | España | 2021-2022 | 1.ªRFEF | 32       | 3     |
| Córdoba C. F. (cesión)    | España | 2022-2023 | 1.ªRFEF | 30       | 0     |
| C. A. Osasuna B           | España | 2023-2024 | 1.ªRFEF | 34       | 1     |
| C. A. Osasuna             | España | 2024-2025 | 1.ª     | 1        | 0     |
| F. C. Cartagena (cesión)  | España | 2024-2025 | 2.ª     | 26       | 0     |
| Cádiz C. F.               | España | 2025-     | 2.ª     | 0        | 0     |

Fuentes: BDFutbol y LaPreferente.